# Hydromyini
Hydromyini — триба мишоподібних гризунів, що містить щонайменше 42 родів (14 родів Австралії й 28 — з різних острівних груп Меланезії). Триба включають в себе місцеві види Австралії, Новій Гвінеї, Філіппін і прилеглих островів. Найближчі живі родичі Hydromyini, невеликі лісові миші роду Chiropodomys, знаходяться в Індокитаї і на Зондських островах. Дискретний характер австралазійських і філіппінських гілок Hydromyini пропонує більш-менш одночасне розсіювання предків від Зондського шельфу (або проміжного острова Сулавесі), а не пряме розсіяння між Філіппінами та Австралією. Найдавніші гілки австралазійських Hydromyini знайдені в Меланезії і, таким чином, цілком імовірно, що група зазнала свої первісної диверсифікації в цьому регіоні. Аналіз молекулярних наборів даних датувати ранню фазу диверсифікації в інтервалі 4.7-6.4 млн років, але є причини, вважати, що справжній вік диверсифікації знаходиться поруч з верхньою межею цих оцінок. 

## Морфологія
Спеціальні пристосування до водного життя можна знайти в збільшених задніх ногах, продовжених і близько розташованих вібрисах, широкій морді й з боків приплюснутому хвості. Інші роди триби, однак, пристосовані до деревного життя. Ще одна особливість, що всі вони втратили треті моляри (крім Leptomys, однак, який має значною мірою редуковані треті моляри).

## Звички
Тварини адаптовані до дієти, яка в основному складається з хребетних, комах і ракоподібних.

## Систематика
- Триба Hydromyini

Abeomelomys

Anisomys

Apomys

Archboldomys

Baiyankamys

Brassomys

Celaenomys

Chiruromys

Chrotomys

Coccymys

Conilurus

†Coryphomys

Crossomys

Hydromys

Hyomys

Leggadina

Leporillus

Leptomys

Lorentzimys

Macruromys

Mallomys

Mammelomys

Mastacomys

Melomys

Mesembriomys

Microhydromys

Mirzamys

Notomys

Parahydromys

Paraleptomys

Paramelomys

Pogonomelomys

Pogonomys

Protochromys

Pseudohydromys

Pseudomys

Rhynchomys — Ринхомис

Solomys

Soricomys

†Spelaeomys

Xenuromys

Xeromys

Uromys

Zyzomys